# SES-7
SES-7 (ranije ProtoStar 2, Galaxy 8iR i Indostar 2, također Cakrawarta 2 ) naziv je telekomunikacijskog satelita satelitskog operatera SES SA

## Misija i razvoj
Satelit se izvorno trebao zvati Galaxy-8iR, a napravio ga je Boeing za PanAmSat. PanAmSat je ovaj ugovor raskinuo 2002. nakon nesuglasica između dviju kompanija.  
Dana 1. siječnja 2008. Boeing Satellite Systems najavio je da će tvrtka lansirati ProtoStar 2 koji bi se gradio za ProtoStar.  Bila je to gotovo gotova Galaxy 8iR modificiran za ProtoStar. 

## Tehničke specifikacije
ProtoStar 2 temelji se na Boeingovom satelitskom modelu 601HP i isporučuje na početku svog predviđenog životnog vijeka od 15 godina 10kW električne snage. Masa lansiranja bila mu je 3900 kg, masa u orbiti 3087 kg. Satelit nosi 13 transpondera S-pojasa (10 u službi, 3 u rezervi) i 27 transpondera Ku-pojasa (22 u službi, 5 u rezervi). Energija se opskrbljuje s dvije solarnih ćelija od 26 m raspona krila i 30 NiH akumulatora. Sam satelit je oko 4 m visine i 2,7 × 3.6 metara širine. Za Ku opseg postoji antena od 272 cm i jedan od 127 cm promjera. Odašiljačka antena S-pojasa također ima promjer 272 cm, tu je i prijemna antena za X-pojas od 127 cm promjera. 
Kontrolni centar izradio je Integral Systems. Glavna stanica instalirana je u Indoneziji i njome upravlja Indovision, pomoćna stanica instalirana je u Singapuru, gdje se nalazi i zemaljska stanica za ProtoStar 1, a služi ga SingTel. Obje postaje bile su opremljene antenom od 13 m. 

## Vanjske poveznice
- Arhivirana inačica izvorne stranice (Wayback Machine). Boeing (PDF; 0,1 MB, englisch)
- SES-7. SES (englisch)
- [neaktivna poveznica] ProtoStar (Stand 2009, englisch)
- Indostar 2 / ProtoStar 2 → SES 7. Gunter’s Space Page (englisch)
- SES 7 at 108.2°E. LyngSat (englisch)